# 1er mai 1961
Le lundi 1er mai 1961 est le 121e jour de l'année 1961.

## Naissances
- Frédéric Angleviel, historien français spécialiste de la Nouvelle-Calédonie et de Wallis-et-Futuna
- Alain Bouflet, footballeur français
- Luis Enrique Capurro, joueur de football équatorien
- Matt Cartwright, homme politique américain
- Gadji Celi, joueur de football ivoirien
- Éric Faury, artiste lyrique et metteur en scène français
- Gianni Gebbia, saxophoniste et compositeur italien
- Sharif Ghalib, diplomate afghan
- Clint Malarchuk, joueur de hockey sur glace canadien
- Vasiliy Sidorenko, athlète russe spécialiste du lancer du marteau
- Christo Steyn, joueur de tennis sud-africain
- Jan van Aken, homme politique allemand

## Décès
- Patrick Brennan (né le 30 juillet 1877), joueur canadien de crosse
- Paul Geheeb (né le 10 octobre 1870), éducateur allemand
- Camille Planche (né le 5 mai 1892), personnalité politique française
- Carmel Snow (née le 27 août 1887), journaliste irlandaise

## Événements
- Création du laboratoire Goddard Institute for Space Studies
- Sortie de l'album Steamin' with the Miles Davis Quintet
- Cuba devient une République démocratique socialiste.
  - Fidel Castro annonce la nationalisation des écoles privées catholiques[1].
- Julius Nyerere (TANU), Premier ministre du Tanganyika.
- Ouverture de la Banque de Jamaïque, la banque centrale du pays.